# Edu (ur. 1981)
Eduardo Gonçalves de Oliveira (ur. 30 listopada 1981 w São Paulo) znany również jako Edu – brazylijski piłkarz grający na pozycji napastnika.
Grał w takich klubach jak São Paulo, Náutico, CRAC, VfL Bochum, 1. FSV Mainz 05, Suwon Bluewings, FC Schalke 04, Beşiktaş JK, SpVgg Greuther Fürth, Liaoning Whowin, FC Tokyo, Jeonbuk Hyundai Motors i Hebei China Fortune.